# Stanfour
Stanfour ist eine 2004 gegründete deutsche Pop-Rock-Band.

## Geschichte

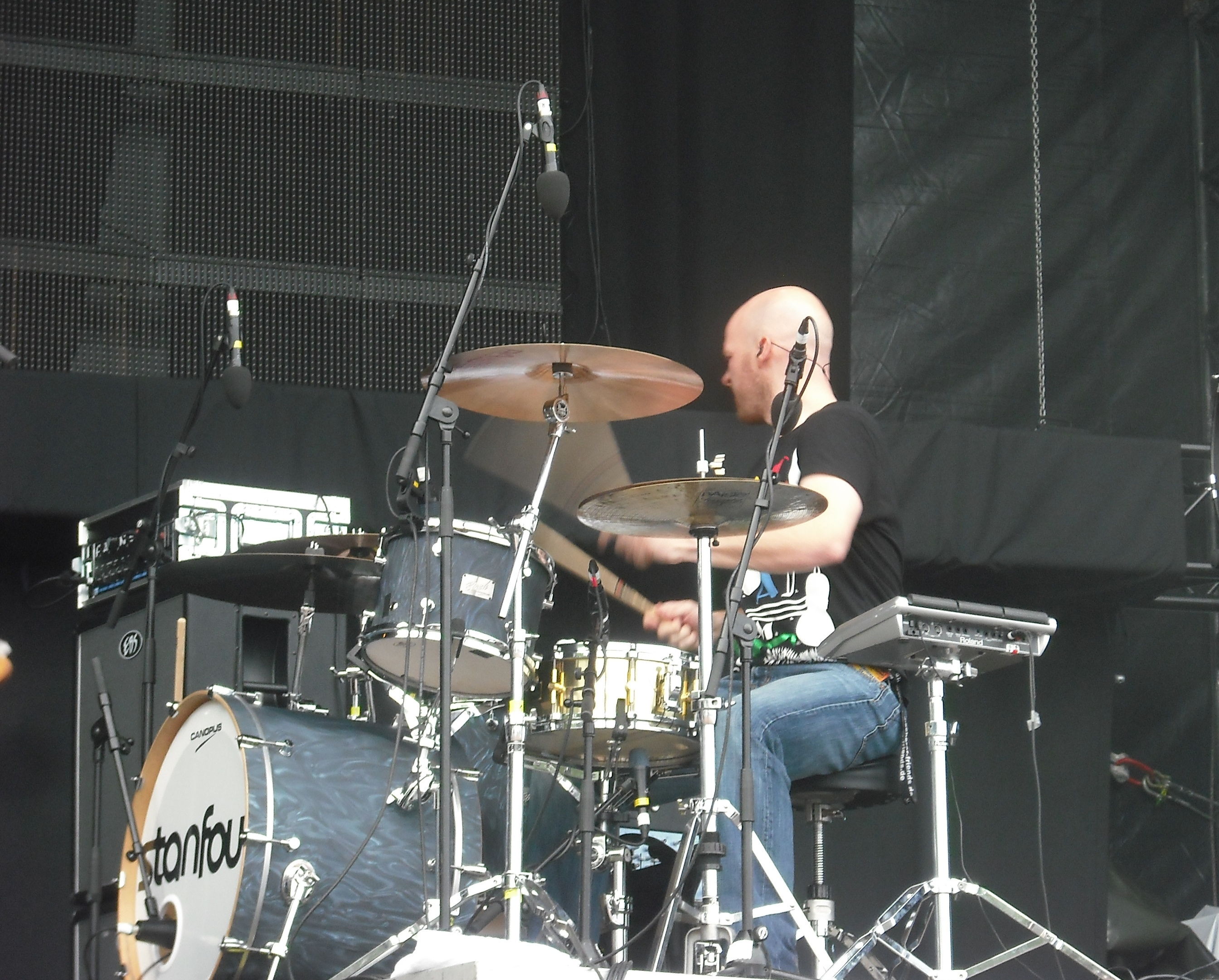
Schlagzeuger Paul Kaiser beim Eckernförder Strand-Festival 2010

Stanfour wurde auf der schleswig-holsteinischen Nordseeinsel Föhr ursprünglich als Studioprojekt von den Brüdern Alex und Konstantin Rethwisch, dem Produzenten Eike Lüchow und dem Gitarristen Christian Lidsba gegründet. Alex und Konstantin Rethwisch verbrachten vor Entstehung der Band einige Jahre in Los Angeles, wo sie eng mit einem Produzenten für Filmmusik zusammenarbeiteten und bereits erfolgreich als Songwriter tätig waren.
Im September 2007 veröffentlichte Stanfour ihre Debütsingle Do It All, die Platz 46 der deutschen Singlecharts erreichte. Ihre zweite Single For All Lovers wurde zu einem der meistgespielten Songs im deutschen Radio und hielt sich 18 Wochen in den deutschen Singlecharts. Im Februar 2008 veröffentlichte Stanfour ihr Debütalbum Wild Life, das größtenteils in Stockholm und im bandeigenen Studio auf Föhr, aber auch in Los Angeles produziert wurde. Weitere Singles aus diesem Album waren die Songs Desperate und In Your Arms, der es bis auf Platz 14 der deutschen Singlecharts schaffte. In Your Arms wurde später von Ina Müller unter dem Titel Wenn Du Fliegst in deutscher Sprache veröffentlicht.
Stanfour war mit John Fogerty (2007), den Backstreet Boys (2008) und der norwegischen Band a-ha (2009) auf Tour und trat unter anderem mit Bryan Adams (2008), Daughtry (2007) und den Scorpions (2008 und 2009) auf. Im Sommer 2010 eröffneten Stanfour als Vorgruppe von Pink bei drei Open-Air-Konzerten die Shows. Die aus der Feder des Songwriter-Duos Rethwisch/Rethwisch stammenden Stanfour-Stücke Sorry und Desperate wurden auch von den amerikanischen Künstlern Daughtry und David Archuleta aufgenommen und veröffentlicht.
Stanfour waren im Dezember 2008 für den Radio-Award 1 Live Krone in der Kategorie „Bester Newcomer“ nominiert.
Im Dezember 2009 erschien das zweite Album Rise and Fall, das Stanfour in kompletter Eigenregie komponierten und produzierten. Paul Kaiser am Schlagzeug und der Jazz-Echo-Gewinner Heiko Fischer an der Gitarre stießen zur Band und der Sound ist teilweise etwas elektronischer, leichter und tanzbarer geworden. Die erste Single Wishing You Well erreichte Goldstatus und ebenso wie das Album die Top 10 der deutschen Charts. Das Stück Tired Again ist auch in einer speziellen Filmversion auf dem Soundtrack von Til Schweigers Zweiohrküken zu hören. Im Jahre 2010 erreichte das Album Rise and Fall Gold für 100.000 verkaufte Einheiten und ist damit das bisher erfolgreichste Album ihrer Karriere.
Am 15. September 2010 war die Band in der Daily Soap Gute Zeiten, schlechte Zeiten zu sehen. Stanfour nahm am Bundesvision Song Contest 2010 für Schleswig-Holstein mit dem Titel Sail on teil und belegte dort den 7. Platz.
Am 17. November 2011 gab das Gründungsmitglied Eike Lüchow seinen Ausstieg bei Stanfour bekannt. Im Dezember 2011 nahmen Stanfour neben Nile Rodgers und Seal an der Aida Night of the Proms Tour mit insgesamt 19 Konzerten in zwölf verschiedenen Städten teil. Begleitet von einem Orchester und einem großen Chor spielten sie dort Wishing You Well, Life Without You und For All Lovers.
Das dritte Studioalbum von Stanfour heißt October Sky und erschien am 11. Mai 2012. Als erste Single erschien am 27. April 2012 Learning to Breathe, dessen Video Platz 1 der MyVideo-Charts erreichte. Der Song Even If wurde als musikalische Untermalung für den Start der US-Serie Touch benutzt.
Am 28. August 2015 veröffentlichten Stanfour ihr viertes Studioalbum IIII.
Im April 2016 unterstützten sie a-ha auf deren Cast in Steel-Tour. Im Sommer 2016 folgte eine Tour durch Deutschland zum 2015 veröffentlichten Album. Am 23. September 2016 veröffentlichte die Band ein Best-of-Album mit dem Namen Fireworks, das das auch neu aufgenommene, gleichnamige Lied und die Single Hearts Without A Home enthält. 
Am 22. März 2024 brachten sie die Single "Guide Me Home" heraus.

## Diskografie
Studioalben

| Jahr | Titel Musiklabel                | Höchstplatzierung, Gesamtwochen, AuszeichnungChartplatzierungen (Jahr, Titel, Musiklabel, Platzierungen, Wochen, Auszeichnungen, Anmerkungen) | Höchstplatzierung, Gesamtwochen, AuszeichnungChartplatzierungen (Jahr, Titel, Musiklabel, Platzierungen, Wochen, Auszeichnungen, Anmerkungen) | Höchstplatzierung, Gesamtwochen, AuszeichnungChartplatzierungen (Jahr, Titel, Musiklabel, Platzierungen, Wochen, Auszeichnungen, Anmerkungen) | Anmerkungen                                                |
| Jahr | Titel Musiklabel                | DE | AT | CH | Anmerkungen                                                |
| ---- | ------------------------------- | --- | --- | --- | ---------------------------------------------------------- |
| 2007 | Wild Life Reco Music (UMG)      | DE53 (4 Wo.)DE | — | CH92 (1 Wo.)CH | Erstveröffentlichung: 30. Oktober 2007                     |
| 2009 | Rise and Fall Reco Music (UMG)  | DE9 Gold · (43 Wo.)DE | AT36 (9 Wo.)AT | CH20 (17 Wo.)CH | Erstveröffentlichung: 4. Dezember 2009 Verkäufe: + 100.000 |
| 2012 | October Sky We Love Music (UMG) | DE9 (6 Wo.)DE | AT49 (1 Wo.)AT | CH36 (1 Wo.)CH | Erstveröffentlichung: 11. Mai 2012                         |
| 2015 | IIII We Love Music (UMG)        | DE36 (1 Wo.)DE | — | — | Erstveröffentlichung: 28. August 2015                      |